# Schönau (Gemünden am Main)
Schönau ist ein Gemeindeteil der Stadt Gemünden am Main im unterfränkischen Landkreis Main-Spessart in Bayern.

## Beschreibung
Das Kirchdorf liegt auf 165 m ü. NHN am linken Ufer der Fränkischen Saale. Durch Schönau verlaufen die Staatsstraße 2302 von Gemünden nach Wolfsmünster und der Fränkische Marienweg. Der Haltepunkt an der Bahnstrecke Gemünden–Bad Kissingen wurde 1975 aufgelassen. Im Dorf befindet sich das Kloster Schönau.